# Aquila (municipalité)
Pour les articles homonymes, voir Aquila.
La municipalité d'Aquila est l'une des 212 municipalités de l'État de Veracruz, et est située dans la partie centrale de cet État. Elle se situe à l'ouest du golfe du Mexique, sur les contreforts de la chaîne de montagnes de la Sierra Madre orientale, et fait partie du bassin versant de la rivière Río Blanco, affluent nord du fleuve Río Papaloapan. Son chef-lieu est la ville éponyme d'Aquila. Elle est limitrophe à l'ouest de l'État de Puebla et dépend de la région administrative de Las Montañas, qui est une des 10 subdivisions administratives de l'État de Veracruz.

## Géographie
La municipalité d'Aquila est traversée par de petits affluents de la rivière Río Blanco, principal affluent nord du fleuve Río Papaloapan. Assise sur les contreforts de la chaîne de montagnes de la Sierra Madre orientale, son altitude oscille entre 1800 et 2700 mètres. Son chef-lieu, la ville éponyme d'Aquila, se situe dans les confins orientaux de son territoire. Ce territoire couvre une superficie de 20,6 km2, et était peuplé en 2020 de 1978 habitants, pour une densité de 95,9 habitants par km2.
Elle est limitrophe au nord et à l'est de la municipalité de Maltrata, à l'ouest, dans l'État de Puebla, de celle de Cañada Morelos, et brièvement au sud, dans l'État de Veracruz, de celle de Acultzingo.

## Composition et démographie
La municipalité était composée en 2020 de localités, dont aucune n'était considérée comme urbaine, toutes étant rurales.
| Localité           | Population |
| ------------------ | ---------- |
| Aquila             | 916        |
| Cumbres de Aquila  | 461        |
| Atiopa             | 323        |
| La Lagunilla       | 168        |
| Tebernal           | 83         |
| Reste de localités | 27         |
| Total population   | 1978       |

En plus de l'espagnol, une langue amérindienne est parlée dans la municipalité, le nahuatl.

## Économie

### Agriculture et élevage
La superficie des parcelles semées représentait en 2019 une surface totale de 521 hectares, parmi lesquels 490 hectares étaient voués à la culture du maïs, 22 hectares étaient voués à la culture du haricot vert, et 5 hectares étaient voués à celle du radis.
En 2020, la production de viande par tonnes comprenait 28 tonnes de viande bovine, 9,3 tonnes de viande porcine, 3,1 tonnes de viande ovine, 1 tonne de viande caprine, 0,6 tonne de volailles, et 2,2 tonnes de dinde. La superficie vouée à l'élevage représentait alors 638 hectares.